# Graveney
Graveney är en by i civil parish Graveney with Goodnestone, i distriktet Swale, i grevskapet Kent, i England. Byn är belägen 11 km från Canterbury. Graveney var en civil parish fram till 1983 när blev den en del av Graveney with Goodnestone. Civil parish hade 305 invånare år 1961. Byn nämndes i Domedagsboken (Domesday Book) år 1086, och kallades då Gravenel.